# ابن الحداد
أبو بكر، محمد بن أحمد بن محمد بن جعفر، الكناني المصري الشافعي (264 هـ-345 هـ) المشهور باسم ابن الحداد هو عالم وفقيه شافعي المذهب وصاحب «كتاب الفروع» في المذهب.

## طلبه العلم
سمع أبا الزنباع روح بن الفرج، وأبا يزيد يوسف بن يزيد القراطيسي، ومحمد بن عقيل الفريابي، ومحمد بن جعفر بن الإمام، وأبا عبد الرحمن النسائي، وأبا يعقوب المنجنيقي، وخلقا سواهم.
ولازم النسائي كثيرا، وتخرج به، وعول عليه، واكتفى به، وقال: جعلته حجة فيما بيني وبين الله تعالى، وكان في العلم بحرا لا تكدره الدلاء، وله لسن وبلاغة وبصر بالحديث ورجاله، وعربية متقنة، وباع مديد في الفقه لا يجارى فيه مع التأله والعبادة والنوافل، وبعد الصيت، والعظمة في النفوس.
ذكره ابن زولاق -وكان من أصحابه- فقال: كان تقيا متعبدا، يحسن علوما كثيرة: علم القرآن وعلم الحديث، والرجال، والكنى، واختلاف العلماء والنحو واللغة والشعر، وأيام الناس، ويختم القرآن في كل يوم، ويصوم يوما ويفطر يوما.
كان من محاسن مصر، إلى أن قال: وكان طويل اللسان، حسن الثياب والمركوب، غير مطعون عليه في لفظ ولا فعل، وكان حاذقا بالقضاء. صنف كتاب «أدب القاضي» في أربعين جزءا، وكتاب «الفرائض» في نحو من مائة جزء.
أخبرنا الحسن بن علي الأمين، أخبرنا محمد بن أحمد النسابة، أخبرنا أبو المعالي بن صابر، أخبرنا علي بن الحسن بن الموازيني، أخبرنا محمد بن سعدان، أخبرنا يوسف بن القاسم القاضي، أخبرنا أبو بكر محمد بن أحمد الحداد، سمعت أبا عبد الرحمن النسائي، سمعت عبيد الله بن فضالة، سمعت إسحاق ابن راهويه، يقول: الشافعي إمام.
نقلت في «تاريخ الإسلام»: أن مولد ابن الحداد يوم موت المزني وأنه جالس أبا إسحاق المروزي لما قدم عليهم، وناظره. وكتابه في «الفروع» مختصر دقق مسائله، شرحه القفال، والقاضي أبو الطيب، وأبو علي السنجي، وهو صاحب وجه في المذهب.
قال أبو عبد الرحمن السلمي: سمعت الدارقطني، سمعت أبا إسحاق إبراهيم بن محمد النسوي المعدل بمصر، يقول: سمعت أبا بكر بن الحداد، يقول أخذت نفسي بما رواه الربيع عن الشافعي، أنه كان يختم في رمضان ستين ختمة، سوى ما يقرأ في الصلاة، فأكثر ما قدرت عليه تسعا وخمسين ختمة، وأتيت في غير رمضان بثلاثين ختمة.
قال الدارقطني: كان ابن الحداد كثير الحديث، لم يحدث عن غير النسائي، وقال: رضيت به حجة بيني وبين الله.
وقال ابن يونس: كان ابن الحداد يحسن النحو والفرائض، ويدخل على السلاطين، وكان حافظا للفقه على مذهب الشافعي وكان كثير الصلاة متعبدا، ولي القضاء بمصر نيابة لابن هروان الرملي.
وقال المسبحي: كان فقيها عالما كثير الصلاة والصيام، يصوم يوما، ويفطر يوما، ويختم القرآن في كل يوم وليلة قائما مصليا.
قال: ومات وصلي عليه يوم الأربعاء، ودفن بسفح المقطم عند قبر والدته، وحضر جنازته الملك أبو القاسم بن الإخشيذ، وأبو المسك كافور، والأعيان وكان نسيج وحده في حفظ القرآن واللغة، والتوسع في علم الفقه. وكانت له حلقة من سنين كثيرة يغشاها المسلمون، وكان جدا كله -رحمه الله - فما خلف بمصر بعده مثله.
قال: وكان عالما -أيضا- بالحديث والأسماء والرجال والتاريخ.
وقال ابن زولاق في «قضاة مصر»: في سنة أربع وعشرين سلم الإخشيذ قضاء مصر إلى ابن الحداد، وكان أيضا ينظر في المظالم، ويوقع فيها، فنظر في الحكم خلافة عن الحسين بن محمد بن أبي زرعة الدمشقي، وكان يجلس في الجامع، وفي داره، وكان فقيها متعبدا، يحسن علوما كثيرة. منها علم القرآن، وقول الشافعي، وعلم الحديث، والأسماء والكنى والنحو واللغة، واختلاف العلماء، وأيام الناس، وسير الجاهلية، والنسب والشعر، ويحفظ شعرا كثيرا، ويجيد الشعر، ويختم في كل يوم وليلة ويصوم يوما ويفطر يوما، ويختم يوم الجمعة ختمة أخرى في ركعتين في الجامع قبل صلاة الجمعة سوى التي يختمها كل يوم، حسن الثياب رفيعها، حسن المركوب، فصيحا غير مطعون عليه في لفظ ولا فضل ثقة في اليد والفرج واللسان، مجموعا على صيانته وطهارته حاذقا بعلم القضاء. أخذ ذلك عن أبي عبيد القاضي.
وأخذ علم الحديث عن النسائي، والفقه عن محمد بن عقيل الفريابي، وعن بشر بن نصر، وعن منصور بن إسماعيل، وابن بحر، وأخذ العربية عن ابن ولاد، وكان لحبه الحديث لا يدع المذاكرة، وكان يلزمه محمد بن سعد الباوردي الحافظ، فأكثر عنه من مصنفاته، فذاكره يوما بأحاديث، فاستحسنها ابن الحداد، وقال: اكتبها لي، فكتبها له، فجلس بين يديه، وسمعها منه وقال: هكذا يؤخذ العلم. فاستحسن الناس ذلك منه، وكان تتبع ألفاظه، وتجمع أحكامه. وله كتاب «الباهر»، في الفقه نحو مائة جزء، و «كتاب الجامع».
وفي ابن الحداد، يقول أحمد بن محمد الكحال: الشافعي تفقها والأصمعي تفننا والتابعين تزهدا قال ابن زولاق: حدثنا ابن الحداد بكتاب «خصائص علي» رضي الله عنه عنه، عن النسائي، فبلغه عن بعضهم شيء في علي، فقال : لقد هممت، أن أملي الكتاب في الجامع.
قال ابن زولاق: وحدثني علي بن حسن، قال: سمعت ابن الحداد، يقول: كنت في مجلس ابن الإخشيذ -يعني: ملك مصر - فلما قمنا أمسكني وحدي، فقال: أيما أفضل أبو بكر، وعمر، أو علي؟ فقلت: اثنين حذاء واحد. قال: فأيما أفضل أبو بكر، أو علي؟ قلت: إن كان عندك فعلي، وإن كان برا فأبو بكر، فضحك.
قال : وهذا يشبه ما بلغني عن محمد بن عبد الله بن عبد الحكم، أنه سأله رجل: أيما أفضل أبو بكر، أو علي؟ فقال: عد إلي بعد ثلاث، فجاءه، فقال: تقدمني إلى مؤخر الجامع، فتقدمه، فنهض إليه، واستعفاه، فأبى، فقال : علي، وتالله لئن أخبرت بهذا أحدا عني لأقولن للأمير أحمد بن طولون، فيضربك بالسياط.
وقد ولي القضاء من قبل ابن الإخشيذ ثم بعد ستة أشهر، ورد العهد بالقضاء من قاضي العراق ابن أبي الشوارب لابن أبي زرعة، فركب بالسواد. ولم يزل ابن الحداد يخلفه إلى آخر أيامه .
وكان ابن أبي زرعة يتأدب معه، ويعظمه، ولا يخالفه في شيء، ثم عزل عن بغداد ابن أبي الشوارب بأبي نصر يوسف بن عمر، فبعث بالعهد إلى ابن أبي زرعة.
قال ابن خلكان : صنف أبو بكر بن الحداد كتاب الفروع في المذهب، وهو صغير الحجم، دقق مسائله، وشرحه جماعة من الأئمة. منهم: القفال المروزي ، والقاضي أبو الطيب، وأبو علي السنجي إلى أن قال : أخذ عن أبي إسحاق المروزي .
ومولده يوم مات المزني وكان غواصا على المعاني محققا.
قال الذهبي : حج، ومرض في رجوعه، فأدركه الأجل عند البئر والجميزة يوم الثلاثاء لأربع بقين من المحرم سنة أربع، وهو يوم دخول الركب إلى مصر، وعاش تسعا وسبعين سنة وأشهرا، ودفن يوم الأربعاء عند قبر أمه. أرخه المسبحي .